# Antonio Lara Zárate
Antonio Lara Zárate (Santa Cruz de Tenerife, 18 de diciembre de 1881 – Ciudad de México, 24 de febrero de 1956) fue un abogado y político español. Durante el periodo de la Segunda República fue varias veces ministro.

## Biografía
Nacido en Santa Cruz de Tenerife el 18 de diciembre de 1881, realizó estudios de derecho en la Universidad de Sevilla  y se dedicaría a la abogacía. Durante varios años llegó a ser decano del Colegio de abogados de Tenerife. Miembro del Partido Republicano Tinerfeño, estuvo vinculado personalmente al político republicano Alejandro Lerroux.
Fue nombrado gobernador civil de Santa Cruz de Tenerife de forma provisional al proclamarse la II República. En las elecciones de 1931 resultó elegido diputado a Cortes por la circunscripción de Santa Cruz de Tenerife a las que se presentó en el seno del Partido Republicano Radical. Ejercería como ministro de Hacienda en los sucesivos gobiernos que, entre el 12 de septiembre de 1933 y el 3 de marzo de 1934, presidió Alejandro Lerroux.
Tras la escisión protagonizada Diego Martínez Barrio en el seno del Partido Republicano Radical y que supuso la fundación de Unión Republicana, Antonio Lara pasó a formar parte de este nuevo partido político y en su seno participaría en las elecciones de 1936 en las que resultó elegido diputado por la circunscripción de Sevilla. En esta nueva etapa fue ministro de Justicia en los gobiernos que, entre el 19 de febrero y el 13 de mayo de 1936 presidieron tanto Martínez Barrio como Augusto Barcia Trelles. Finalmente ocuparía, por un solo día, la cartera de Obras Públicas el 19 de julio de 1936 en el conocido como “gobierno de conciliación” que presidiría Martínez Barrio.
Al acabar la Guerra Civil marchó al exilio y se instaló en México, donde fallecería en 1956.